# Bradley Fink
Bradley Fink (Cham, 2003. április 17. –) svájci korosztályos válogatott labdarúgó, a Grasshoppers csatárja kölcsönben a Basel csapatától.

## Pályafutása

### Klubcsapatokban
Fink a svájci Cham városában született. Az ifjúsági pályafutását a Cham és a Luzern csapatában kezdte, majd a német Borussia Dortmund akadémiájánál folytatta.
2022-ben mutatkozott be a Borussia Dortmund tartalékkeretében. 2022. augusztus 17-én négyéves szerződést kötött a svájci első osztályban szereplő Basel együttesével. Először a 2022. augusztus 28-ai, Zürich ellen 4–2-re megnyert mérkőzés 70. percében, Andi Zeqiri cseréjeként lépett pályára. Első gólját 2022. október 1-jén, a St. Gallen ellen hazai pályán 3–2-es győzelemmel zárult találkozón szerezte meg. A 2023–24-es szezonban a Grasshoppersnél szerepelt kölcsönben.

### A válogatottban
Fink az U15-östől az U21-esig szinte minden korosztályos válogatottban képviselte Svájcot.
2022-ben debütált az U21-es válogatottban. Először 2022. szeptember 22-én, Japán ellen 2–1-re megnyert barátságos mérkőzésen lépett pályára és egyben meg is szerezte első válogatott gólját.

## Statisztika
2023. július 22. szerint.
| Klub                      | Szezon   | Bajnokság          | Bajnokság | Bajnokság | Kupa  | Kupa  | Nemzetközi | Nemzetközi | Összesen | Összesen |
| Klub                      | Szezon   | Bajnokság          | Mérk.     | Gólok     | Mérk. | Gólok | Mérk.      | Gólok      | Mérk.    | Gólok    |
| ------------------------- | -------- | ------------------ | --------- | --------- | ----- | ----- | ---------- | ---------- | -------- | -------- |
| Basel                     | 2022–23  | Swiss Super League | 25        | 5         | 4     | 1     | 9          | 0          | 38       | 6        |
| Grasshoppers (kölcsönben) | 2023–24  | Swiss Super League | 1         | 0         | 0     | 0     | —          | —          | 1        | 0        |
| Összesen                  | Összesen | Összesen           | 26        | 5         | 4     | 1     | 9          | 0          | 39       | 6        |